# Giraumont (Meurthe y Mosela)
 Giraumont  es una población y comuna francesa, en la región de Lorena, departamento de Meurthe y Mosela, en el distrito de Briey y cantón de Conflans-en-Jarnisy.

## Demografía
| 2064 | 1826 | 1509 | 1186 | 1137 | 1171 |
| Para los censos de 1962 a 1999 la población legal corresponde a la población sin duplicidades (Fuente: INSEE [Consultar]) |      |      |      |      |      |